# Fay, Somme

Fay este o comună în departamentul Somme, Franța. În 1 ianuarie 2022 avea o populație de 93 de locuitori.